# Little Inferno
Little Inferno (с англ. — «Маленькое пекло») — компьютерная игра в жанре «головоломка» от создателей «World of Goo», созданная разработчиками «Tomorrow Corporation». Первый релиз игры состоялся 18 ноября 2012 года в Северной Америке, а 30 ноября 2012 в Европе и других странах. В 2013 были сделаны версии игры для Microsoft Windows, iOS, OS X, Linux и Android, также была реализована в 2017 г. версия для Nintendo Switch. В декабре 2022 года было выпущено дополнение Ho Ho Holiday, добавляющее 20 новых предметов и новый сюжет (пока доступно на платформах: Steam, iOS, Android)
Little inferno — игра, в которой игрок проводит почти все время около камина, сжигая различные предметы, причем это могут быть не только дрова, но и игрушки, миниатюрные планеты, даже могут быть бомбы различных видов и т. п. У каждого предмета есть свой спец-эффект после сожжения. Например: взрыв, хлопок, у некоторых езда, полет и др.

## Геймплей
Little Inferno — это ориентированная на песочницу игра-головоломка от первого лица. Игрок берет на себя роль персонажа, который обладает вымышленным «маленьким камином развлечений Inferno», который он использует для сжигания различных предметов, таких как игрушки и приборы, чтобы согреться (необходимо из-за бесконечного падения температуры в мире игры). Эти объекты при их сжигании дают игроку деньги. Деньги используется для покупки новых интересных объектов из каталогов почтовых заказов. В игре не существует системы подсчета очков, а также не существует каких-либо штрафов или ограничений по времени, наложенных на игрока, что позволяет ему свободно экспериментировать с сжиганием любой комбинации объектов. Игра использует интерфейс перетаскивания для позиционирования и поджигания объектов. Версии PC управляются с помощью мыши, в то время как версия Wii U может управляться с помощью дистанционного указателя Wii или с сенсорным экраном Wii U GamePad, который также позволяет Выключить воспроизведение телевизора.
Многие из доступных объектов игры обладают особыми свойствами, которые могут влиять на другие объекты в камине. Например, замороженные объекты, такие как сухой лед, заставляют других замерзать и легко разрушаться, а объекты с сильным гравитационным движением тяги привлекают все другие объекты. Все предметы после сожжения автоматически исчезают, превращаясь в золу. Little Inferno предлагает игроку несколько целей для достижения. Игрок может сделать «комбо», когда два или три конкретных объекта сжигаются одновременно. Игроку представлен список из 99-и возможных комбо игры; имена комбо намекают на связь необходимых объектов, чтобы определить правильные объекты и сжечь их. Комбо используются для разблокировки новых каталогов и расширения выбора объектов, что помогает продвигать сюжет игры.

## Сюжет
История Little Inferno в основном познается через письма, полученные от различных неиграбельных персонажей. Игра разворачивается в городе Бернингтон, где погода постоянно Снежная и морозная. Корпорация Завтра, с собственной ссылкой на игру разработчика, является компанией, чья фабрика находится на окраине города и производит продукт под названием «развлекательный камин Маленькое пекло», который рекламируется как средство, чтобы согреться в морозный день.
Персонаж игрока, в основном, получает письма от маленькой девочки, Сахарной пухляши, которая оказывается соседкой главного персонажа и имеет собственный камин Inferno. Она обычно немного сумасшедшая, но восхитительна и озорна.
Синоптик, над дымовыми трубами, над городом, на своем воздушном шаре, продолжает докладывать о тоскливом состоянии погоды и крупных событиях.
Сахарная пухляша начинает запрашивать у игрока определенные предметы, они могут быть отправлены с помощью простого интерфейса перетаскивания. Позже она отправляет свои подарки (огнеупорные шторы для украшения, различные предметы, которые будут сожжены).
В явно темном повороте событий, дом Пухляши сгорает, и она показывает, что, по-видимому, она умышленно подожгла свой дом. Вскоре после этого игрок продолжает получать письма от неназванного персонажа, который напоминает Сахарную пухляшу.
В конце концов, кто-то сообщает персонажу игрока, что пришло время бежать, сжигая свой дом, сжигая четыре предмета, которые были отправлены Пухляше на протяжении всей игры. Когда персонаж сжигает четыре элемента, дом начинает трястись, а предметы загораться, получая новое комбо, которая называется «ERRRROR ERR@R ER*#^%R COMBo». Счетчики, показывающие деньги и купоны, ломаются и начинается извержение денег и купонов, прежде чем дом, наконец, взорвется и «прогонит» маленького персонажа из дома.
Игровой процесс теперь принимает форму бокового графического приключения, и персонаж игрока (теперь видно в первый раз в игре) может ходить по Бернингтону, беседуя с определенными людьми, включая почтальона, который отвечал за доставку предметов, заказанных главным персонажем. Он дает персонажу письмо, которое указывает на то, что сахарная пухляша сбежала из своего дома после того, как он сгорел, и теперь где-то отдыхает на пляже.
Главный персонаж в конце концов достигает ворот корпорации будущего, которая изготовила маленькие развлекательные камины Inferno, и встречается с генеральным директором, Миссис Нэнси, которая также отправляла письма. Нэнси показывает, что это был ее план все время бежать из обреченного города и мира, с ракетным кораблем, и делает это.
Выходя из корпорации будущего, главный персонаж сталкивается с синоптиком на своем воздушном шаре, который предлагает взять его на прогулку. Затем игра заканчивается, когда двое парят бесконечно над замороженными отходами.

## Отзывы
| Сводный рейтинг | Сводный рейтинг | Сводный рейтинг |
| Издание         | Оценка          | Оценка          |
| Издание         | PC              | Wii U           |
| --------------- | --------------- | --------------- |
| GameRankings    | 67,27 %         | 81,80 %         |